# 杞麓鯉
杞麓鯉（学名：Cyprinus chilia）为輻鰭魚綱鯉形目鲤科的其中一種，該物種分布於亞洲中國雲貴高原的湖泊，棲息在中底層水域，體長可達4.8公分。

## 扩展阅读
維基物種上的相關：杞麓鯉